# 常盤井宮全仁親王
常盤井宮全仁親王（ときわいのみやまたひとしんのう、元亨元年（1321年） - 正平22年7月19日（1367年8月15日））は、室町時代初頭の皇族。常盤井宮2代当主。位は三品。大宰帥、中務卿に任じられる。子に常盤井宮満仁親王。

## 経歴
恒明親王が19歳の時の子で、暦応4年（1341年）、21歳の時に元服する。この時既に親王宣下を受けていたらしく、『砂巖』には「全仁親王」と書かれている。
貞治6年（1367年）6月、病気により出家、翌月薨去した（『愚管記』、『師守記』）。室町幕府は親王薨去を悼んで5日間訴訟を停止したという（『師守記』）。